# Guido Orazio Di Carpegna Falconieri

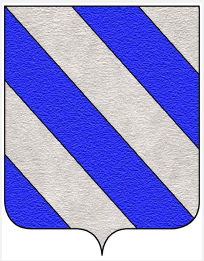
Stemma dei conti di Carpegna

Il principe Guido Orazio di Carpegna Falconieri Gabrielli (Roma, 6 febbraio 1840 – Carpegna, 27 ottobre 1919) è stato un politico italiano.

## Biografia
Di nobili origini, esponente della casa di Carpegna (una dinastia che aveva goduto di uno Stato sovrano fino agli inizi dell'Ottocento), era figlio del conte Luigi e della contessa Amalia Lozano Argoli, e sposò Francesca Maria de Gori Pannillini, figlia del Senatore conte Augusto e di Giacinta Orsini di Gravina, con la quale ebbe tre figli.
Venne eletto alla Camera dei deputati nel ballottaggio del 15 novembre 1874 in rappresentanza del collegio di Urbino (Pesaro e Urbino), con voti 213 su 419 votanti, e successivamente di nuovo eletto nel ballottaggio suppletivo del 27 dicembre 1874 nello stesso collegio, con voti 326 su 551 votanti.
Fu Commissario provvisorio di Roma, facente funzioni di Sindaco, dal 30 settembre al 28 novembre del 1870. Fu anche Consigliere provinciale di Roma ed Assessore comunale di Roma alla statistica e alla pubblica istruzione.
Nel 1873 si fece promotore della costruzione di uno zuccherificio, che doveva essere stabilito a Roma ma per le difficoltà incontrate venne costruito invece a Rieti. Lo Zuccherificio di Rieti fu attivo fino al 1879, e fu in seguito portato al successo da Emilio Maraini.
Venne ancora eletto deputato nel ballottaggio del 12 novembre 1876 nel collegio di Urbino (Pesaro e Urbino), con voti 272 su 488 votanti, e di nuovo nel ballottaggio del 23 maggio 1880 nello stesso collegio, con voti 353 su 470 votanti.
Venne infine nominato Senatore del Regno il 3 dicembre 1905, avendo come relatore Luigi Rava. La sua nomina fu convalidata il 12 dicembre dello stesso anno, e il giuramento fu tenuto il successivo 18 dicembre.
Nel 1910 il Re d'Italia gli concedeva il titolo di Principe, già di un ramo estinto della sua stessa famiglia.

Fu poeta e traduttore dilettante. Al momento della morte ricopriva la carica di cancelliere della Consulta araldica del Regno d'Italia.